# 维陶塔斯·萨卡劳斯卡斯
维陶塔斯·弗拉多维奇·萨卡劳斯卡斯（俄语：Витаутас Владович Сакалаускас，1933年4月24日—2001年5月29日），立陶宛人，苏联、立陶宛政治人物。曾任维尔纽斯市长，立共维尔纽斯市委第一书记，立陶宛苏维埃社会主义共和国部长会议第一副主席、主席，苏联、俄联邦驻莫桑比克大使馆经济参赞等职。

## 生平
- 1933年4月24日出生于考纳斯。1957年毕业于当地机械技术学院。
- 1957年-1963年，考纳斯特种机床厂工人、部门主管、总工程师、厂长。1960年加入苏联共产党。
- 1963年-1965年，立陶宛苏维埃社会主义共和国国民经济委员会下属机械生产委员会副主任。1964年毕业于考纳斯理工学院工业经济系。
- 1965年-1967年，立共中央交通部副部长。
- 1967年-1969年，立共中央交通部长。
- 1969年-1974年，维尔纽斯市长。
- 1974年-1983年，立共维尔纽斯市委第一书记。
- 1983年-1984年，立陶宛苏维埃社会主义共和国部长会议第一副主席。
- 1984年-1985年11月，苏共中央巡视员。
- 1985年11月-1990年3月，立陶宛苏维埃社会主义共和国部长会议主席。
- 1990年3月11日-17日，立陶宛共和国代总理。
- 1990年3月-1992年，苏联、俄罗斯驻莫桑比克共和国大使馆经济参赞。
- 1993年-1997年，波罗的海证券交易所总裁。
- 1997年起退休。
- 2001年5月29日于维尔纽斯逝世，享年68岁。

萨卡劳斯卡斯是苏共25-27大代表，第27届中央候补委员；第9-11届苏联最高苏维埃民族院代表，第7-8届立陶宛苏维埃社会主义共和国最高苏维埃代表。

## 荣誉
- 十月革命勋章
- 两次劳动红旗勋章
- 荣誉勋章